# مهتر معمولی
مهتر معمولی (نام علمی: Tanaecia julii) نام یک گونه از سرده سالارها است.